# Les Argonautes du Pacifique occidental
Les Argonautes du Pacifique Occidental, est un livre de Bronislaw Malinowski paru en 1922 sous le titre Argonauts of Western Pacific et traduit en français en 1963 par André et Simonne Devyver. Il est considéré comme une des œuvres fondatrices de l'ethnologie. L'ouvrage est consacré à l'étude des Trobriand, un peuple qui vit sur l'archipel des îles Trobriand au  Nord-Est de la Nouvelle-Guinée. Il fait partie d'une trilogie de Malinowski sur les habitants des Trobriand, qui comprend aussi La Vie sexuelle des sauvages du nord-ouest de la Mélanésie (1929) et Les Jardins de corail (1935).

## Influence
Considéré comme le premier livre d'ethnographie moderne, les Argonautes du Pacifique Occidental a redéfini le genre ethnographique. Adam Kuper, dans l'Anthropologie britannique au XXe siècle, commence son analyse en décrivant Malinowski comme le fondateur de la discipline : 

« Malinowski a tous les droits à être considéré comme le fondateur de l'anthropologie sociale professionnelle en Grande-Bretagne, dans la mesure où il en a établi le trait distinctif : un travail intensif auprès d'une communauté indigène »

. De nombreux autres anthropologues ont aussi parcouru le terrain de travail de Malinowski après lui, y compris Murray Wax :
« In the final analysis, the major credit for discovering the technique of intensive personal fieldwork among a single people must go to Bronislaw Malinowski (1884-1942). His researches among the Trobriand Islanders during the years 1916-18 yielded a series of epochal volumes which revolutionized the content and practice of anthropology. »
Aujourd'hui, Les Argonautes du Pacifique Occidental  est l'archétype de la méthode ethnographique consistant à étudier de manière descriptive et analytique, sur le terrain, des mœurs et des coutumes de populations déterminées. Cette approche est née en réaction aux théories préconçues de la notion de tribu qui avaient eu cours jusque-là, en tentant d'établir des lois générales à partir d'observations individuelles.